# إبراهيم الأسطى عمر
إبراهيم الأسطى عمر شاعر من ليبيا. ولد بدرنة (21 نوفمبر، 1908 - 26 سبتمبر، 1950).
جندي من جنود الفكر العربي المتوثب الطليق، الذي فهم الوطنية بأنها أكبر من العصبيات، وأسمى من الحزازات، فالوطن أفق أوسع، والإنسانية في مفهومها الصحيح أكثر رحابة وطلاقة. هاجر إلى مصر، وسوريا، والعراق، وشرق الأردن، وهناك اتصل بعدد من الأدباء، واتصل بأعضاء لجنة الدفاع عن برقة وطرابلس في دمشق. عاد إلى مدينته درنة. استمر في نشاطه النضالي، ورأس فرع جمعية عمر المختار بدرنة، كما إنه عين قاضياً أهلياً بدرنة وهو من الشعراء المهمين عند دراسة الشعر الليبي فهو من شعراء الرومانتيكية أو الرومانسية الحديثة وأحد الأصوات الشعرية التي نادت بحرية الإنسان. من أجل حرية ليبيا حمل السلاح.. سلاح العسكري في الميدان، وحمل أيضا سلاح الكلمة في ميدان المعركة الفكرية، فكان بطلاً في الميدانين، ورجلاً لا ينحني بل يرفع رأسه من أجل وطنه ومن أجل الحرية.
وفي يوم 26 سبتمبر، 1950 توفي الشاعر/ إبراهيم الأسطى عمر، غرقاً في البحر.

## مولده ونشأته
ولد إبراهيم الأسطى عمر بمدينة درنة عام 1908 ميلادية وعاش بها يتيما فقيرا وعمل منذ نعومة أظفاره حطابا يخرج إلى الجبال المحيطة بالمدينة ليجمع الحطب ثم يبيعه مقابل رغيف من الخبز، ثم عمل ساعيا فكاتبا في المحكمة كما أصبح عضوا بمجلس الاوقاف بدرنة. وكان من صغره مولعا بطلب المعرفة ووجد ضالته في الشيخ عبد الكريم عزوز قاضي محكمة درنة الذي اعتنى به وعلمه اللغة العربية والفقه، حيث كان يعقد حلقة في بيته لتعليم الشباب.
استمر في العمل بالمحكمة إلى أن سافر إلى مصر والشام وبعدها فلسطين حيث اشتغل بعدة وظائف صغيرة لكن كل همه كان موجها إلى التعرف على نتاج الأدباء والمفكرين من خلال القراءة أو اللقاءات، ولعل الله يسر له هذا الترحال كى يثرى فكره وشعره ويسمو بمشاعره حتى يعود إلى مسقط رأسه فيلهب المشاعر ويجحذ الهمم من خلال نضاله السياسى.

## حياته الجندية
خلال وجوده في مصر التحق بجيش التحرير الليبي تلبية لنداء الواجب في الجهاد من أجل تحرير الوطن، وشارك في حصار طبرق وله قصيدة رائعة في حياة الجندي بعنوان:
«الجندي في ميدان القتال»
حـــــــالة الجندي فـي المــيدان يأس وعنـــــــاء
أهلـــه..أولاده..أموالــــــه..ضـاعت هبــــــــــاء
وهـــو للمـــوت إذا مـا أغمــض الجــفن غـــذاء
حتفــــه.. يرقبـه مــا بين أرض وسمـــــــــــــاء
مـا الذي يرجوه في الدنيا وقـد ضــاع الرجــــاء
أترى يجبن والجبـن ســـــلاح الضعفـــــــــــــاء
أم تـرى يدعـو إلــه الكــون؟ أم لات دعــــــــاء
مــا لـه غير اقتحــــام المـوت والمـوت حيـــــاة
مبدأ الجنـدي فـي المـيدان نصـــــر أو ممــــات
هـو فـي الخندق يكسـوه رداء مــن جليــــــــــد
رابــض كاللـيث لا يعـبأ بالبــرد الشـــديــــــــد
رابط الجــأش إذا قـيل استعــدوا يـا جنــــــــود
هـــاهــــم الأعــداء قـيد المـيل أو قـيد بريــــــد
رحـب الجـندي بالمــــوت فــداء للبنــــــــــــود
أن تكـون مرفــــوعة خفــــاقـة فهو يســــــــود
أو يراها أنزلــت، فـهو شبيـه بالعبيـــــــــــــــد
فليعش من عــاش، فالجندي قــد مـات شهيــــد
حسبـه أن ينعم الأحبــاء من أمته بالطيبـــــــات
قـــد قضى في ذلك الميدان أسمى الواجبـــــات
مجـدوه فهو رمـــز المجــد بل رمز الفخــــــار
واجعلــوا من قبــره المجهـــــــــول تمثالا يزار
وانثـروا الـورد على القبـر بصمت ووقــــــــار
واذكروا.. الجندي في الميدان لا يرضى الفرار
فضـل المـوت على عـيش بذل وصغــــــــــــار
قـد سقى من دمـــــه الأرض فجادت بالثمـــــار
واقتطفتــم بعده «حرية» بالانتصــــــــــــــــار
يا لـــــه من ميت... أحيا كبــــــار وصغــــــار
ضــــاربا رقما قياسيا ببذل التضحيــــــــــــات
في سبيل المثـل الأعلى بصبـــر وثبـــــــــــات
وقد صور لنا الشاعرفي هذه القصيدة ما يخالط قلوب الجند في ساحات الوغى عند ما تلتحم الجيوش، فالمرء عندئذ ليس له خيار الا الثبات على الحق ولا يرجو الا النصر أو الاستشهاد. وقد جادت قريحته بهذه القصيدة عند حصار طبرق فهو يصف حاله ولا يستشعر حال الآخرين من بعيد، إنه صدق الشاعرية في وصف الحال من عين المكان بين القتلى والجرحى والصامدين. وكم من شهيد سقط في الميدان لا يعرف اسمه أحد ولا يذكر دوره أحد ولكنه عند الله حى لا خوف عليه ولا هو من المحزنين فهنيئا له وطوبى لمن عاد بالنصر العظيم.

## نضاله السياسى وتطلعه للحرية
مع نهاية الحرب ترك حياة الجندية، فهو لا يرضخ للقيود ويعشق الحرية. فعاد إلى درنة وعمل بمكتب الاستعلامات أيام الإدارة البريطانية فترة قصيرة، ثم عين في القضاء في مدينة المرج وانخرط في العمل السياسي عاملا من اجل استقلال البلاد ووحدتها من خلال نشاطه في جمعية عمر المختار التي أصبح بمثابة الزعيم الروحي لفرعها بدرنة لدرجة أزعجت الإدارة البريطانية مما أدى إلى إقالته من عمله. وكان له دور بارز وهام في نشاطات رابطة الشباب التابعة لجمعية عمر المختار بدرنة، حيث كان له العديد من المشاركات الفكرية والشعرية والمناظرات.
كانت له مكانة خاصة بين جيله من أبناء درنة وخاصة أعضاء جمعية عمر المختار، وكان يعرف كيف يتفاعل مع الأحداث فخلال أيام الإدارة البريطانية استطاع أن يحير الإنجليز ويؤرق مضاجعهم. ولقد حكى لي أحد معاصريه وهو من عائلة بدر أنه كان يضيء مبنى الجمعية لفترة طويلة من الليل موهما الإنجليز بوجود اجتماعات في المقر بالرغم من أن الجلسة تكون سهرة عادية. وعيون الإنجليز في المدينة عندما يرون جميع الأنوار مضاءة يصرون على الاستمرار في مراقبة المبنى إلى ساعة متأخرة من الليل، إنه أسلوب الحرب النفسية.

## خطابه السياسى
عند ما أسس الأمير ادريس السنوسى الجبهة البرقاوية وأبدى رغبته في أن تكون القناة الوحيدة التي تخوض في النضال السياسى من اجل الاستقلال وطرح الموقف الليبى في المحافل الدولية وقع خلاف حول رغبة بعض قيادات جمعية عمر المختارو الكثير من أعضائها في مشاركة الجمعية في النشاط السياسى خاصة انها موجودة على الساحة قبل الجبهة البرقاوية. وكان من أبرز المساندين لهذا الرأى كل من عبد الكريم لياس وعقيلة بالعون وإبراهيم الاسطى عمر. وفي اجتماع خاص لمناقشة هذا الشأن وبعد أن تحدث كل من عبد الكريم لياس وعقيلة بالعون تقدم الصفوف إبراهيم الاسطى عمر وسط تصفيق وهتاف الاعضاء فقال:
«نعم ان الجبهة الوطنية تمثل الشعب وتحوز ثقة الأمير، ولكن الجمعية أيضا تحوز ثقة مشتركيها وتمثلهم وتحوز ثقة الأمير. وهي قد سبقت الجبهة في تأسيسها وفي العمل لهذه الاهداف. ولنا في البلاد العربية قدوة حسنة.... فهذه مصر على سبيل المثال فيها من تعدد الاحزاب والهيئات ما فيها، وليس معنى تعدد الاحزاب واختلاف أساليب العمل للهدف الواحد دليلا على تشتت الشعب....و من هنا ظهرت فكرة تعدد الاحزاب في الدول الديمقراطية، لانها هي الوسيلة الوحيدة التي تضمن للشعب بلوغ أهدافه والمحافظة على حقوقه، والا لو انفردت هيئة واحدة للعمل باسم الشعب لانقلب الوضع ديكتاتوريا، ولاستبدت هذه الهيئة أو هذا الحزب...إن تعدد الهيئات ينتج عنه تعدد الاساليب وعن هذا ينتج تعدد الافكار، وإذا اصطدمت الافكار ظهرت الحقائق..... ونحن ننشد عهدا ديمقراطيا يرتكز على حرية الاجتماع والكتابة والرأى..... ولا يمكننا أن نسعد بهذا العهد الا إذا تعددت هيئاتنا، وفي تعددها مجال لتنمية الافكار وتقوية الشعورالوطنى والمنافسة في المحافظة على حقوق الشعب.»
و لقد كان لهذا الخطاب الفاصل والغنى بالافكارالناضجة والقيم السياسية وبعد النظر الاثر الكبير في نفوس الحاضرين فقرر الجميع أن تبقى الجمعية وتنطلق في عملها السياسى مع تعديل لوائحها بما يناسب هذا الحدث وجرت انتخابات لمجلس الإدارة الجديد واسفرت عن فوز:
إبراهيم الاسطى عمر، عبد الرازق شقلوف، المبروك الجبانى، عبد الكريم لياس، مفتاح بو غرارة، عبد الله سكتة، محمد السعداوية، رمضان غنيم، عقيلة بالعون، محمد البنانى، فرج القهواجى، عبد الجواد عمير، منصور الجربى، عبد الحفيظ بو غرارة. ويمثل هذا المجلس غالبية أهالى مدينة درنة في ذلك الزمان.
و لقد كان لجمعية عمر المختار دورا بارزا في تحقيق استقلال ليبيا بفضل جهود اعضائها، كما كان لها الدور البارز في بناء صرح ليبيا الحديثة، ولكن كل هذه الانجازات لم تشفع لها لدى الملك الذي ادار ظهره للحركات السياسية الوطنية بناءا على نصيحة السفير البريطانى وحلها جميعا ونفي بعض زعمائها.

## شاعر الحرية
له قصائد ذات أبعاد فلسفية وإنسانية ووطنية وكان خطيبا مفوها ينظم القصائد للمناسبة التي يتحدث فيها فيلهب المشاعر ويحفز الهمم. وكان يمزج بين ثراء التعبير اللغوي ورقة المشاعر الإنسانية ليضفي على شعره بعدا حسيا رائعا كما نلمس من قوله وهو يخاطب الطائر في قفصه فيقول:
غير أني أيها الطـــائر الكئيب عاجز مثلك مغلول اليديـن
في بلادي بين أهلي كالغريب وأنا الحر لو تدري سجين
فما أمرها من لوعة عندما يشعر المرء الطليق بضيق السجن أو عندما يفقد دفء الأنس بين أهله. إنها المشاعر الإنسانية والوعي بمرارة الواقع مع قلة الأنصار وفي غفلة من الناس، إنها الغربة بين الاهل والاحباب فمرارتها ليس لها نهاية إلا بفراق الدنيا.
كان إبراهيم رحمه الله رقيق المشاعر لينا مع الناس يحب الوحدة ولا يأكل اللحم خلافا لمعظم أبناء ليبيا والجهة الشرقية بصفة خاصة، وهذا ربما زاد في رقة قلبه. وقديما قالوا: إن أكل اللحوم يقسي القلوب، فأكل اللحوم ينمي الغريزة السبعية في الإنسان بما تحمل في طياتها من القسوة في التعامل والميل إلى العدوان والعنف. وهذه المشاعر تتجلى كشمس الضحى في قصيدته الاتية:
أيها المـسجـون في ضيق القفص
صـادحاً من لـوعـةٍ طـــولَ النهار
رَدَّد الألحـــان من مرِّ الغصـــص
وبــكى في لحْنــــهِ بُعد الديـــــــار
ذكَرَ الغصـنّ تـثـــنـى
وألـــيـفاً يـتــغـــــــنَّى
وهو في السجن معنّى
فشـكا الشــــــوق وأنَّ
وتَمَنّى
والأمــــــاني ما أُحيْــلاها خـــيال
يـتلاشى، أو محـلكٍ في مــــــــنام
لو صحا في روضةٍ والغصن مال
من نسيمِ الفجر، وانجــــاب الظلام
ومضى يصدحُ في دنيا الجــــــمال
طـائراً حـراً طلـيـــــقاً في الأكـــام
راويا للطير من تلك القصـــــــص
مـــــا به هدى وذكـــرى واعـــتبار
كــيف حـــازته أحابـــيل القـــــنص
هو يبغي الحـــب في عرض القــفار
ضاق ذرعاً بالأماني
وهو في نفس المكان
ويعاني ما يعــــــاني
رَددَ الحزن أغــــاني
فرآني
شـــارد الـلب إليه نـــــــــــــــاظراً
قــــال – مـلتاعاً-: ألا تســعــفـــــني
قلت: لو كـــنت قويــــاً قــــــــــادراً
لــم تــذق يــــا طيـــرُ مــرَّ المحـــن
ولهــدمت الـنـــظــــام الجــــــــــائر
ولــمــا استـــخـذى فــقـــير لغــــني
ولكــــان الـــشر في الدنيـــــــا نقص
ولكـــان العـــدلُ للــنــاس شعـــــــار
رزقـنـــا يقـــســم فـــيـنا بالحصـــص
لا غــني لا فــقـــير لا فـينا شــــــرار
هكــذا تصفو الحياة
لجمـيع الكــــــائنات
وتزول الســـــــيئات
سعينا في الحـــسنات
للممات
غـير أنــي، أيــها الطـــير الكئيب
عــاجزُ مثـــلك مــغلول اليـــــدين
في بــلادي بيـــن أهــلي كالغريب
وأنـــــــــا الحر ولو تدري ســجين
فلــتــكن دعواك للرب المجــــــيب
نعـــم من يدعي وعــــون المستعين
وارتــقــب فالحـــظ في الدنيا فرص
ربمــا جــاءت على غــــــير انتظار
وأرتــك الــــــيأس وغرد في القفص
وتـنـاســــاه وغــــني يــــــــــا هزاز
آه لو يدري مقالــــي
لشجاه اليوم حــالـــي
غير أني بخيــــــالـي

في رشــــادٍ أو ظلال
لا أبالي
أيــــــــــها الإنســان ما ذنب الطيور
تودعُ الأقـــفــاص هــل كانت جناة؟
هــل تــمادت في ظـــلال وفجــــور
مثـلنا؟ ما الحــكم؟ أين البيــــــــنات؟
أ من العـــدل ظـــلوم في القـــــصور
وبــريء سجـــنه من قصبـــــــــات؟
لــيس في المعـقـول والمنقــــول نص
يدعــيه الـمـرء فـــي صيد الــــــهزاز
هــو غـــريد إذا غـــنى رقـــــــــــص
كل غــصنٍ طــربـــاً والكـــــــأس دار
بين أطــــــيار وزهر
سكرت من غير خمر
وأنا وحدي بفكــــري
تائه يــا ليت شعـــري
أي خسر
ولقد نسج صاحبنا في شعره هذا همزة الوصل بين الرفق بالحيوان وحقوق الإنسان في دعوته لتحقيق العدل بين البشر مع رفع الظلم عن ضعاف الخلق والمخلوقات، لترتفع تغاريد الطيور بين تمايل الغصون والازهار فتحلو الحياة من جديد. أنه سمو المشاعر الإنسانية التي تحس بالطائر الضعيف كما تشعر بحرقة المغلوب والمحروم من أسس العيش الكريم. فهو يدعو إلى مجتمع ليس فيه سيد أو مسود والكل ينال حقه من خير البلاد وبالتالى يختفي الاشرار مع اختفاء الحقد بين أفراد المجتمع.

## الشاعر الإنسان
مع نهاية الحرب العالمية الثانية وفي نشوة النصر أعلن القسم العربي بإذاعة لندن عن مسابقة شعرية تخلد حدث انتصار الحلفاء على قوات المحور سنة 1946م. وقبل أن تخرج إلى العالم حركات السلام ودعوات حقوق الإنسان سمت مشاعر الشاعر إبراهيم الأسطى عمر فوق الأحداث وتطلعت إلى مستقبل يسوده السلام والعدل والتعاون من أجل خير البشرية فبعث بقصيدة أسميتها «صحوة الضمير الإنساني» أو نشيد الانتصار عندما ينتصر المنتصر على نفسه ليعترف بما ارتكب في حق البشرية فقال:
نشيد النصر
هـتف الجندي مـن أعمــــاقه: خلـوا الســـلاح!
يا رفــــاق الحـرب.. هيا نحتسي أكـواب راح
نخب نصــــر قـد ربحنـاه بصـبر وكفــــــــاح
رب كأس تذهــب الحــزن وتأتي بالمــــــراح
وانخذال الخصــم في الميدان معناه النجــــاح
فاشربوا كأس المدام
واهتفوا عاش الحسام
وفي هذه الابيات يصور الشاعر حالة الجند الذين لا يعرفون الا طاعة الاوامر وتنفيذ المهمات وينتظرون المكافأة من قريب، وهكذا تجلت فرحة الجنود بانتهاء الحرب العالمية الثانية فهم قاسوا منها الويلات كما أذاقوا خصومهم مرارة الهزيمة فكانت الدعوة للاحتفال بالنصر ونجاتهم من الدمار.
فتخطى قــائد الجـيش ونـادى فـي الجنــــــود
أن هلمـــــوا..واسمعوا أنباء ذا الفــوز الجديد
سلم الأعــــداء مــــن غير شروط وقيـــــــود
وانتهت «حرب» كـــوت كل قريب وبعيـــد
قــد كــسبناهـا «بذرات» ونـــار وحـــــــديد
فــأجـدنـا الانتقـام
وانتصرنا والسلام
أما الابيات الاخيرة فتصور موقف القائد النتصر والذي يحاول أن يملى على التاريخ ويسجل مدى انتصاره ومدى قوة جبروته، ويستثمر ذلك النصر محاولا كسب المزيد من الامتيازات من خلال تفوقه على خصمه باستخدامه أفتك الاسلحة، فلأول مرة تعرف البشرية السلاح الذرى وفضاعة تأثيره على العالم.
فبدا حينــئذ- مـــن بين حشــــد السامــــــعين
عسكــــري فقد العين ورجـــــلا واليمــــــين
قال:- هذا ليس نصـــرا؛ إنـه درس ثمـــــين
إنـه بدء «طريق العدل» بيـن العالـــــــمين
فهو حد للخصام
وهو أس السلام
هكـذا لو فهم «الغالب» مـعنى الانتصـــــار
وقضى بالعدل في «المغلوب» رشدا واعتبار
لرأينا النـاس إخوانا يراعــون الجــــــــــوار
همهم، تفكيرهم، بل سعيهم، نحـو العمــــــار
فـإذا الكـون نعيما - وإذا للناس خيــــــــــــار
يشمـل النـاس الوئــام
وعلى الأرض السلام
و ينبرى بين الجموع من جند وقادة من استوعب الدرس وصحى ضميره ليذكر الجميع بانهم لا زالوا جميعا بشرا وبأن المنتصر والمهزوم أخوة في البشرية والهزيمة النكراء إنما تكون باندثار الشعور الانسانى. ثم يختم حديثه بتحذير أجيال المستقبل من العودة للظلم والطغيان الحربى في أشكال الاستعمار المختلفة وتحت مختلف التسميات.
وإذا ما نسي الإنسان «درسا» قاســـــــــيا
ذاقــه «ستا» تركـن كل مبنى خـــــــــاويا
وانبرى يبعث شبح الحـــــرب طــورا ثانيا
فإذا الكــون جحيـــما ويبابا خـــــــــــــاويا
ويكون المرء في دنياه وحشـــا «ضـــاريا»

## وفاته
شارك في انتخابات البرلمان البرقاوى التي جرت قبيل الاستقلال مباشرة؛ وفاز بأحد مقاعد مجلس النواب عن مدينة درنة في أنظف انتخابات عرفتها درنة من حيث الشفافية والبعد عن التعصب القبلي والعائلي فلقد فاز صاحب المبادئ الفقيرماديا والغنى بحب الناس بعضوية البرلمان، ولكن تشاء الأقدار أن يتوفاه الله بعد فترة وجيزة حيث مات غرقا في البحر عند شاطئ أدليس بمدينة درنة ولعل الله كتب له الموت غرقا ليلقاه طاهرا من كل ذنوبه في رابع أيام عيد الأضحى بتاريخ 26 سبتمبر لسنة 1950 م بعد أن حضر جلسة واحدة للبرلمان. وبهذا الحدث طويت صفحة عظيمة في تاريخ النضال السياسى والنهوض الفكرى لمدينة درنة وأهلها لعدة عقود من الزمن، ولم يبرز على الساحة من له شفافية إبراهيم وصدقه واسلوبه الشعرى والشاعرى في تأليف القلوب قبل لم الجموع.
وقد شارك في تشييع جنازته كل المدينة مع وفود من بنغازي وطرابلس والمناطق المحيطة بدرنة في موكب مهيب لم تعرف المدينة مثله من قبل أومن بعد، والله ندعو أن يتقبله في عداد الشهداء فهو مات غريقا والغريق شهيد، فلقد كان لسانا للحق وشمعة أضيئت على درب الحرية لشعبنا الكريم في دياجير الظلام. وبالرغم من وفاته مبكرا إلا أن شعره وفكره لا زال ينبض بالحياة وكأنه يسطع مع شمس كل صباح جديد ويدعونا لمواصلة المسير من اجل غد أفضل لبلادنا ومستقبل أفضل لشعبها.

## دواوينه
- البلبل والوكر، مطبعة الإسكندرية، ط الأولى، 1967 ف.تجميع وتحقيق عبد الباسط الدلال.
- قصيدة البلبل والوكر

يوجه ندائه من ديار الهجرة في مصر إلى شيخ الشهداء وقائد الجهاد عمر المختار:
حمت في الجو فألفيت الرفاق جوقة من عندليب وهزارا
وشحارير ضناها الاشتياق وبخاتي وقماري وكنار
طرنا أسراباً غداة الجو راق صادحات بأناشيد الفخار
مسرعات في هبوط وصعود في ضياء الشمس في نور القمر
قاصدات وطن الشيخ الشهيد فارس الهيجاء حاميها عمر